# Río Girona
El río Girona (pronunciado Jirona /xi·'ro·na/ en castellano) es un río costero del norte de la provincia de Alicante, España, que desemboca en el mar Mediterráneo. Tiene 37,2 kilómetros de longitud y recibe también el nombre de río Ebo.

## Recorrido
El río Girona nace en el barranco de Fontblanca, cerca de Alcalá de la Jovada, en el municipio de Valle de Alcalá, al norte de la provincia de Alicante. Posteriormente, continúa por las proximidades de la sierra de la Carrasca, en el término de Vall de Ebo. Tras atravesar esta localidad, va recogiendo agua de pequeños manantiales y entra en el barranco de Greger (o barranco del Infierno, situado en el término de Vall de Laguart). El escaso caudal del río se infiltra en las calizas de este cañón, desapareciendo del todo durante la mayor parte del año.
Cerca de la salida del cañón se encuentra el embalse de Isbert, construido en 1945 y actualmente en desuso.
Posteriormente, el Girona atraviesa los términos municipales de Orba, Tormos, Sagra, Ráfol de Almunia, Benimeli, Sanet y Negrals, Beniarbeig, Ondara, Vergel, Els Poblets y Denia. 
Desemboca en el mar Mediterráneo, en las proximidades de Setla y Miraflor (Els Poblets), sirviendo de frontera entre este término municipal y el de Denia, en la llamada punta de la Almadraba. El cono aluvial del río forma una zona inundable, muy intervenida para la construcción, que se ubica entre el puente de la carretera de Les Marines a Denia, donde la anchura del río es de unos 17 m, y la desembocadura, unos 275 m aguas abajo, donde alcanza unos 30 m de anchura.

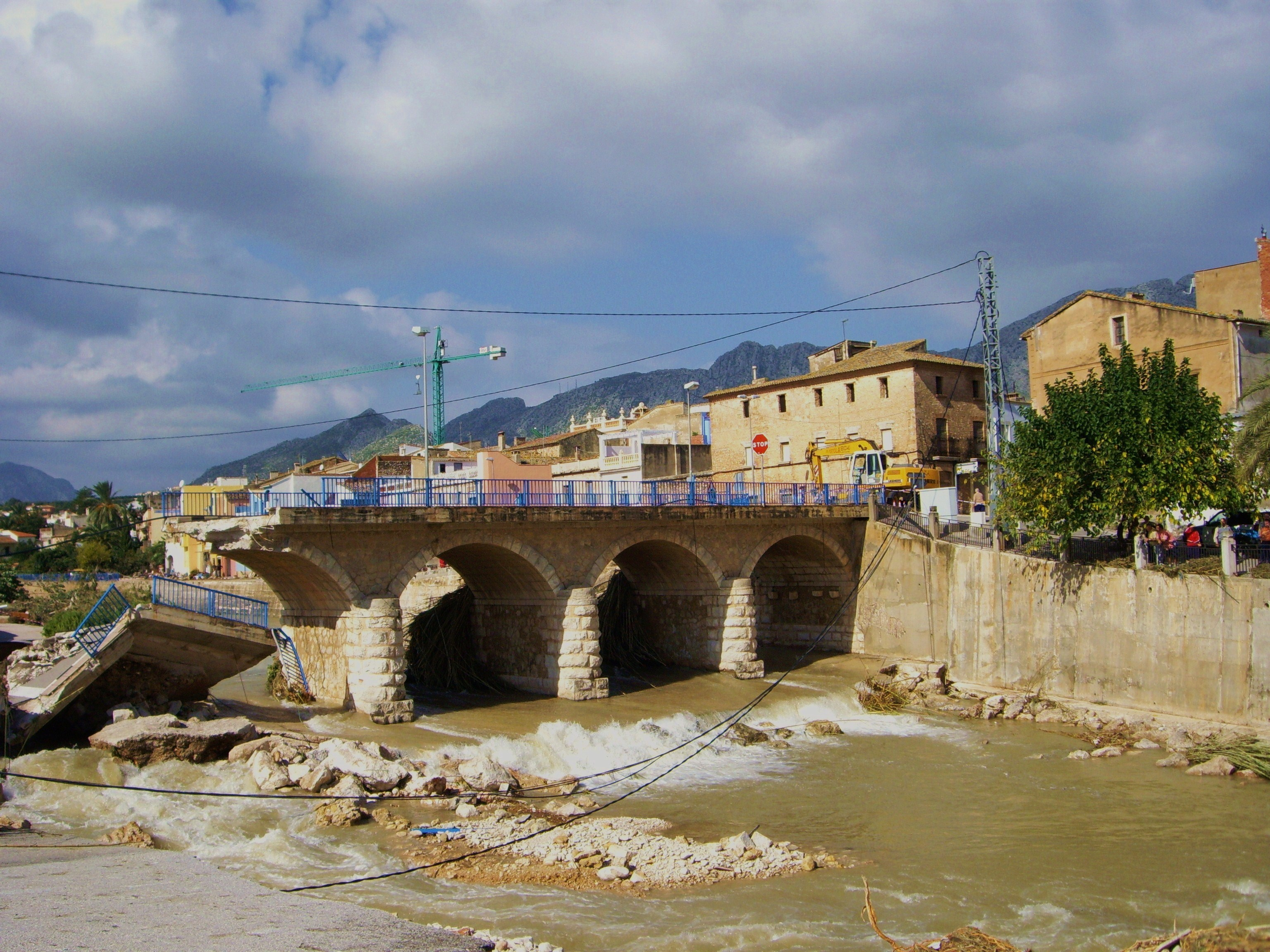
Imagen del puente de acceso a Beniarbeig destruido por la crecida del río Girona en 2007.

## Inundaciones
El 30 de septiembre de 1919 la crecida del Girona afectó especialmente a Beniarbeig, donde las aguas socavaron los cimientos de algunas casas al alcanzar el río los 5 metros de altura, y también causó importantes daños en Vergel y Els Poblets. Otras inundaciones importantes a señalar fueron las de noviembre de 1941 y la del noviembre de 1985. En esta última se temió que la pequeña presa de Isbert pudiera derrumbarse, algo que finalmente no sucedió.
La gota fría del 12 de octubre de 2007 provocó lluvias de más de 400 mm en Orba y de más de 300 mm en el resto de su cuenca. Como consecuencia, el río Girona se desbordó en Beniarbeig, El Verger, Els Poblets y la zona de Les Marines de Denia, alcanzando niveles superiores a los de las anteriores inundaciones. La crecida causó el derrumbe del puente de Beniarbeig, que unía esta localidad con Ondara, la muerte de una anciana en El Verger, ahogada en su casa, y numerosos destrozos, como el derrumbe de un edificio de tres plantas también en El Verger, donde el agua llegó en algunas calles a superar los 2 metros de altura.

## Imagen de satélite
- Desembocadura del río Girona en Els Poblets: . Fuente: WikiMapia.